# Национальный театр Косова
Национальный театр Косова (алб. Teatri Kombëtar) — оперный театр в Косове, расположенный в столице частично признанного государства Республика Косово Приштине. Национальный театр Косова — единственный государственный театр Косова. Он финансируется Министерством по делам культуры, молодежи и спорта Косова.
До 1989 года театр поставил около 400 премьер и 10 000 реприз, которые посетило более 3 миллионов зрителей.

## История
Национальный театр Косова был основан в 1945 году в городе Призрене и был первым профессиональным театром в Косове после окончания Второй мировой войны. Первоначально он назывался Народным провинциальным театром и размещался в спортивном центре "Партизан". Этот объект имень очень маленькую сцену и не отвечал требованиям места, предназначенного для театра. Основателями первого профессионального театра в Косове были Павле Вугринац, Милан и Кика Петрович, которые собрали молодых талантливых актёров, готовых работать в театре, и избрали Шефкета Муслиу директором театра. После того как театр смог собрать труппу из 14 человек и поставить 2 премьеры, было заявлено об официальной дате его основания — 7 октября 1945 года. Первой официальной премьерой театра стал спектакль "Сахарный шар" (алб. Topi i sheqerit), за которым последовало 16 других успешных премьер и гастроли по Косову. В 1946 году театр был переведён в Приштину, где был вынужден прервать свою деятельность в связи со строительством нового театрального объекта. В это время молодые актёры перебрались в другие действующие театры. Два года спустя, 1 мая 1949 года, Министерством образования и культуры Сербии официально объявило о возрождение театра. Новым директором театра был назначен Милютин Яснич, а первый спектаклем, поставленным  был назначен генеральным директором и первым шоу будет проводиться в новом театральном учреждении в Приштине через два года после того, как пауза была «Мост» режиссёра Драгутина Todic. в 1951 году Закон о Народную провинциальный театр был объявлен , и это сделало возможным для театра будет быстро развиваться. Были много новых актеров , которые присоединились к театру, но в отсутствие профессиональных директоров, два из них (Абдуррахман Шала и Muharrem Qena ) прошли обучение под руководством Dobrica Radenkovic и были превращены в успешных и известных театральных режиссёров и режиссёров. в последующие годы театр был очень способный генеральных директоров , такие как Азем Shkreli и Рамиз Кельменди, который разработал театральной деятельности в Косове и сделал театр очень важный художественный институт. В 90 - е годы следуют жестокие сербские меры оккупации в Косове, что отразилось театральной деятельности , а также. Сразу после войны, название этого театра был изменен с Народной провинциальной театра в Национальном театре Косова.
С 1981 года до конца войны в Косове театр работал под руководством сербского политического давления, поэтому многие албанские художники не были уволены и были созданы параллельные воспитательные дома-театры. Большинство уволенных художников продолжали свою карьеру в параллельных театрах , и некоторые из них сегодня являются частью профессиональных сотрудников Национального театра. [6] В 1999 году, сразу после войны в Косове, название было изменено на Национальный театр Косова . В течение последующих 10 лет после войны, театр был домом для многих международных и национальных выставок и фестивалей. Несмотря на социальные волнения и политического давления, Национальный театр Косова достиг многих творческих способностей призы на фестивалях , таких как "Sterja`s Festival" в Нови - Сад , "Малый стадии эксперимента» в Сараево и многих других международных театральных встреч. [7] Национального театра организует много событий , которые позволяют довести международные шоу на сцене в Приштине . Некоторые из этих очень посещаемых событий:. Немецкая неделя, Frankofonian неделя и швейцарская неделя [8]